# Uncle Muffin
Uncle Muffin. Ungt dansk rockband etableret i København i 2003. Gruppen er primært kendt i den yngre del af den Københavnske rockkultur, og har bl.a. optrådt i VEGA, Stengade 30, Kraftwerket, Loppen og Operaen, Christiania i København. Bandets primære inspirationskilder siges at være Pink Floyd og Wilco. 
Bandets navn udspringer fra det gamle nummer "The Muffin Man" af Frank Zappa.

## Omtale
TV2-Lorry: (Om arrangementet SPIL på VEGA d. 30. september 2006:) "landets mest talentfulde solister og bands" 
MyMusic.dk: "Fedt at opleve noget helt nyt inden for rocken – vi snakker Sigur Rós i dobbelttempo møder en optimistisk Jim Morrison"
Mange har dog også beskrevet deres musik, som kedelig og ensformig[kilde mangler].

## Band medlemmer
- Carl Emil Møller Petersen, Forsager og guitarist
- Sebastian Garst, Pianist
- August Fenger, Trommeslager
- Simon Bærentzen, Bassist